# Округ Банска Штјавњица
Округ Банска Штјавњица (слч. Okres Banská Štiavnica) округ је у Банскобистричком крају, у Словачкој Републици. Административно средиште округа је град Банска Штјавњица.

## Географија
Налази се у западном дијелу Банскобистричког краја.
Граничи:
- на сјеверу је Округ Жјар на Хрону,
- источно Округ Звољен,
- западно Округ Жарновица,
- јужно Округ Крупина и Њитрански крај.

Клима је умјерено континентална.

## Становништво
| Година:    | 1994.  | 2004.   | 2014.   | 2024.   |
| ---------- | ------ | ------- | ------- | ------- |
| Број људи: | 17 028 | 17 046  | 16 367  | 15 350  |
| Разлика:   |        | +0,10 % | -3,98 % | -6,21 % |

| Година:    | 2023.  | 2024.   |
| ---------- | ------ | ------- |
| Број људи: | 15 407 | 15 350  |
| Разлика:   |        | -0,36 % |

Према подацима о броју становника из 2011. године округ је имао 16.580 становника. Словаци чине 88,66% становништва.
| Етнички састав (2011)‍ | Етнички састав (2011)‍ | Етнички састав (2011)‍ | Етнички састав (2011)‍ | Етнички састав (2011)‍ |
| --------------------- | --------------------- | --------------------- | --------------------- | --------------------- |
|                       |                       |                       |                       |                       |
| Словаци               | Словаци               |                       | 0                     | 88,66%                |
| Роми                  | Роми                  |                       | 0                     | 0,67%                 |
| Чеси                  | Чеси                  |                       | 0                     | 0,33%                 |
| Мађари                | Мађари                |                       | 0                     | 0,25%                 |
| остали, непознато     | остали, непознато     |                       | 0                     | 10,09%                |

## Насеља
У округу се налази један град и 14 насељених мјеста. Град Банска Штјавњица, насеља Бађан, Банска Бела, Бански Студјењец, Белуј, Висока, Дјекиш, Илија, Козелњик, Мочјар, Подхорје, Почувадло, Пренчов, Свети Антон и Штјавњицке Бање.